# Street Hassle
Street Hassle è un album discografico del musicista e compositore statunitense Lou Reed, prodotto da Richard Robinson, produttore anche dell'esordio solista di Reed, e pubblicato dalla Arista Records nel 1978.

## Il disco
I testi sono duri e la voce acida, in perfetto stile punk, mentre la musica è piuttosto straniante, con uso di progressioni antimelodiche e disarmonie. In particolare in Dirt, la band suona scordata e a tratti fuori tempo. Nel medley Street Hassle si può notare la partecipazione di Bruce Springsteen, non accreditato per suo volere, che parafrasa la sua Born to Run. A livello tematico l'LP lamenta il finire di una relazione omosessuale ispirata alla fine della relazione di Lou con un travestito di grande fascino, Rachel, che era stato suo inseparabile compagno per ben quattro anni.
L'influenza di Lou nei dieci anni precedenti era stata fondamentale per la nascita del movimento punk e quest'album è il primo ad uscire quando il genere aveva già guadagnato la scena pubblica, rendendo Lou Reed una specie di padrino del movimento. Street Hassle è l'album più crudo del Reed degli anni settanta insieme all'agghiacciante Metal Machine Music (considerato a tutt'oggi un disco "seminale" per l'evoluzione del punk). Gli arrangiamenti sono grezzi e ridotti al minimo e l'album viene parzialmente registrato dal vivo, i testi sono cinici e disturbanti, con un Lou Reed che osserva sé stesso e i bassifondi di New York e non apprezza ciò che vede. L'album è scuro, cattivo, morboso; un cambiamento radicale rispetto al glam di Transformer.

### Descrizione dei brani
L'album inizia con una sorta di parodia di Sweet Jane, canzone monolitica nella carriera del musicista, facendoci capire quanto Lou voglia prendere in giro anche se stesso, più avanti prosegue con la sboccata I Wanna Be Black, in cui Reed proclama tra il serio e il faceto, tutta la sua voglia di essere un pappone di colore con uno stuolo di prostitute ai suoi piedi. La title track, una complessa composizione divisa in tre movimenti, è un crudo poema urbano sulle strade di New York. Real Good Time Together è l'ennesimo "ripescaggio" dalle incisioni con i Velvet Underground.

## Tracce
1. Gimmie Some Good Times – 3:15 (riscrittura di Sweet Jane)
2. Dirt – 4:58 (Downtown Dirt, scarto di registrazione di Coney Island Baby)
3. Street Hassle – 11:00 (Medley: Waltzing Matilda-Street Hassle-Slip Away)
4. I Wanna Be Black – 2:52 (sempre scartato da Coney Island Baby per paura delle reazioni)
5. Real Good Time Together – 3:19 (We're Gonna Have A Real Good Time Together, dalle sessioni coi Velvet Underground, ripresa anche da Patti Smith)
6. Shooting Star – 3:09 (registrata in parte dal vivo e sovraincisa in studio)
7. Leave Me Alone – 4:44
8. Wait – 3:14

## Curiosità
- Il titolo del disco gioca sulla pronuncia simile in inglese di "Hassle" (inconveniente) e "Asshole" (stronzo).